# بؤرة الزلزال

نقطة أسفل مركز الزلزال (هيبوسنتر) (البؤرة) ومركز الزلزال

البؤرة أو بؤرة الزلزال أو مركز الزلزال الجوفي أو الباطني أو مركز الزلزال أو المركز الباطني للزلزال ( hypocenter أو hypocentre) (من (بالإغريقية: ὑπόκεντρον)‏ [ hypόkentron ] بمعنى "أسفل المركز") هي نقطة انطلاق الزلزال أو الانفجار النووي تحت سطح الأرض. يستخدم المصطلح hypocenter أيضًا كمرادف للمستوى الأرضي صفر، وهي النقطة السطحية التي تقع مباشرة أسفل الانفجار النووي.

## الزلازل

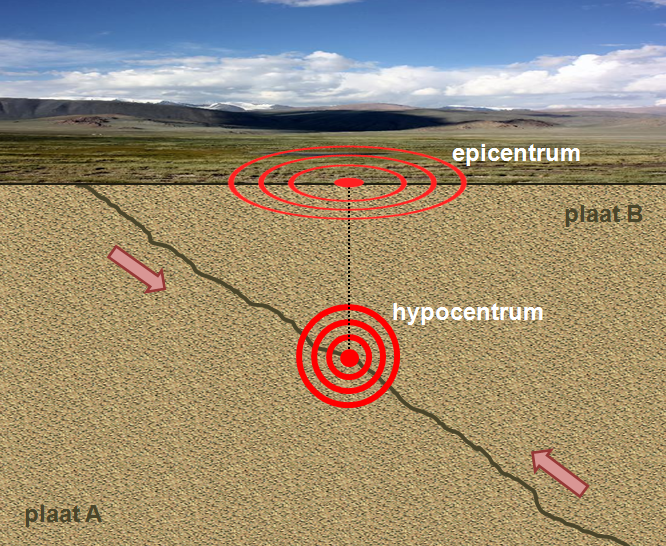
مخطط بؤرة الزلزال

النقطة تحت مركز الزلزال هي الموضع الذي تبدأ عنده انفعالة الزلزال، حيث يتم تحرير الطاقة المخزونة في الصخور أولا عند تلك النقطة، وهي النقطة التي يبدأ عندها الفالق. يحدث هذا مباشرة تحت مركز الزلزال السطحي، على مسافة تُعرف بالعمق البؤري.
يمكن حساب العمق البؤري من قياسات تستند إلى ظواهر الموجة الزلزالية. كما هو الحال مع جميع الظواهر الموجية في الفيزياء، هناك عدم يقين في مثل هذه القياسات يزيد مع الطول الموجي لذلك من الصعب تحديد العمق البؤري لمصدر هذه الموجات ذات الطول الموجي الطويل (التردد المنخفض) بالضبط. الزلازل القوية جدًا تشع جزءًا كبيرًا من طاقتها المنبعثة في موجات زلزالية ذات أطوال موجية طويلة جدًا، وبالتالي فإن الزلزال الأقوى يشتمل على إطلاق طاقة من كتلة أكبر من الصخور.
إن حساب النقطة أسفل المركز للهزات الأولى، والهزة الرئيسية، والهزات التالية الناتجة عن الزلازل يسمح بالتخطيط ثلاثي الأبعاد للفالق الذي تحدث فيه الحركة. تنتشر واجهة الموجة الموسعة من تمزق الزلزال بسرعة عدة كيلومترات في الثانية، وهذه الموجة الزلزالية هي ما يتم قياسه في نقاط سطحية مختلفة من أجل تحديد تخمين أولي فيما يتعلق بالنقطة أسفل المركز. تصل الموجة إلى كل محطة بناءً على مسافة بعدها عن النقطة أسفل المركز. يجب أخذ عدد من الأشياء في الاعتبار، أهمها الاختلافات في سرعة الموجات بناءً على المواد التي تمر بها. مع تعديلات التغييرات في السرعة، يتم إجراء التقدير الأولي للنقطة أسفل المركز، ثم يتم إعداد سلسلة من المعادلات الخطية، واحدة لكل محطة. تعبر المعادلات عن الفرق بين أوقات الوصول المرصودة وتلك التي يتم حسابها من النقطة أسفل المركز. يتم حل هذه المعادلات من خلال طريقة المربعات الصغرى التي تقلل من مجموع المربعات من الاختلافات بين أوقات الوصول المرصودة والمحسوبة، ويتم حساب مركز تقديري جديد. يتكرر الحسابات حتى يتم تحديد الموقع داخل هامش الخطأ لحسابات السرعة.

## انظر أيضًأ
- عمق البؤرة
- المركز السطحي للزلزال